# Il Turu
Il Turu è una montagna delle Alpi Graie alta 1.355 m che si trova tra la Val Ceronda, la Valle di Viù e la vallata principale della Stura di Lanzo, ed interessa i comuni di Vallo Torinese e di Germagnano.

## Descrizione

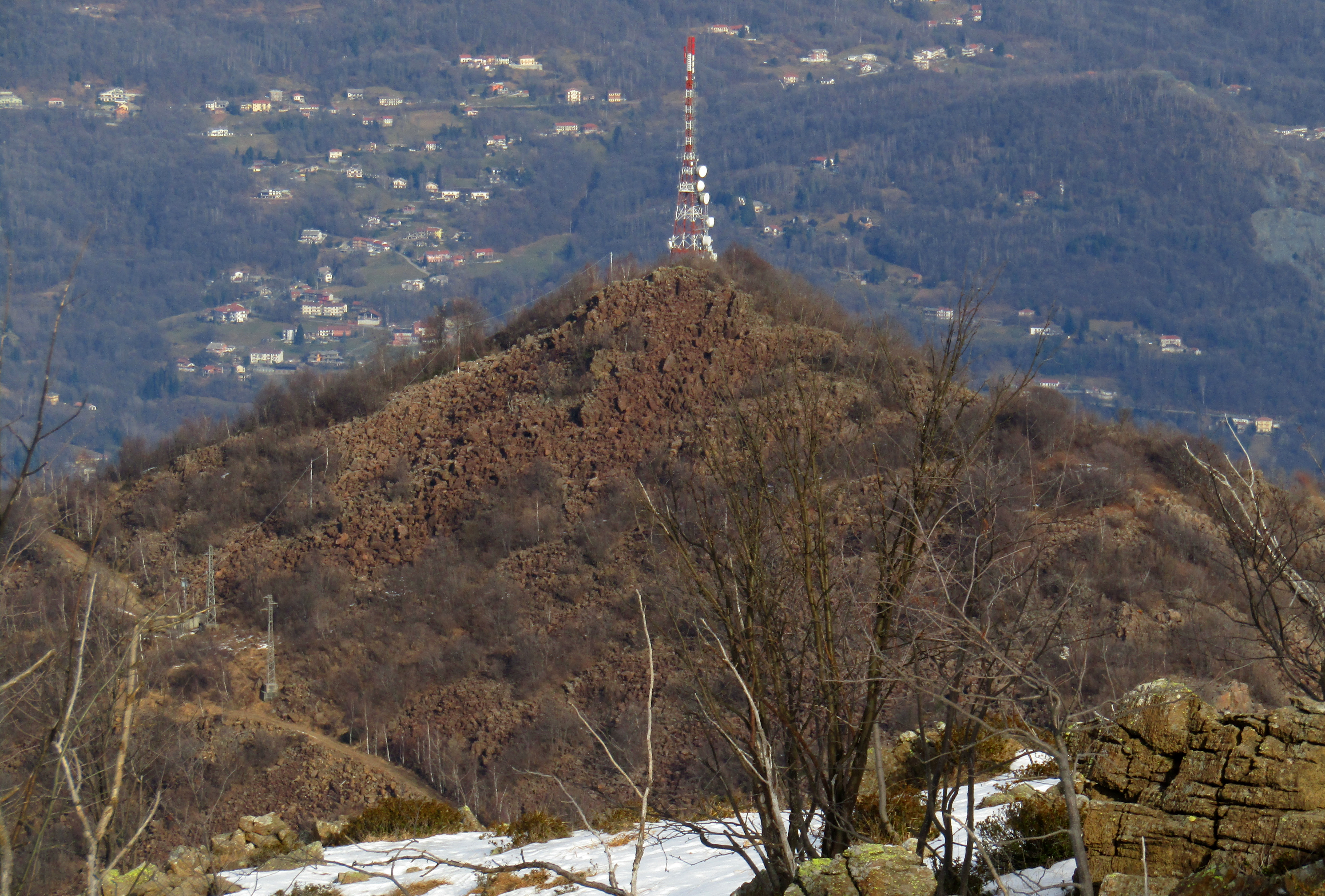
Il Turu visto dal Monte Druina

Dal punto culminante della montagna si diparte il costolone che delimita a Nord-Est la Valle di Viù separandola dalla vallata principale della Stura di Lanzo.  La cima, occupata da alte antenne per telecomunicazioni, offre un vastissimo panorama sulla catena alpina e sulla pianura piemontese. Poco a Sud della montagna si trava il Passo della Croce (1.254 m), che collega la Val Ceronda con la Valle di Viù e che fu utilizzato come via di comunicazione dai partigiani attivi in zona durante la Resistenza.
Sulla cima si trova il punto geodetico trigonometrico dell'IGM denominato Il Turu (cod. 056016).

## Alpinismo e sci
Il Turu è una montagna di interesse escursionistico ed è raggiungibile per sentiero da Vallo Torinese, oppure seguendo lo sterrato di servizio dei ripetitori da Colbeltramo o ancora, per una cresta poco agevole, dal vicino Monte Corno. La salita da Colbeltramo è anche percorribile in MTB.

## Cartografia
- Cartografia ufficiale italiana dell'Istituto Geografico Militare (IGM) in scala 1:25.000 e 1:100.000, consultabile on line
- Istituto Geografico Centrale - Carta dei sentieri e dei rifugi scala 1:50.000 n. 2 Valli di Lanzo e Moncenisio
- Carta Tecnica Regionale raster 1:10.000 della Regione Piemonte - 1999
- Fraternali editore - Carta in scala 1:25.000 n. 9 Basse Valli di Lanzo, Alto Canavese, La Mandria, Val Ceronda e Casternone